# 유리 니키포로프
유리 발레리예비치 니키포로프(러시아어: Юрий Валерьевич Никифоров, 우크라이나어: Юрій Валерійович Никифоров, Yuri Valeryevich Nikiforov, 1970년 9월 16일, 우크라이나 SSR 오데사 ~ )는 은퇴한 우크라이나계 러시아인 축구 선수다.

## 선수 시절
니키포로프는 그의 고향인 초르노모레츠 오데사에서 축구 경력을 시작하였고, 1년 뒤 디나모 키예프로 이적하였다. 하지만 단 한 경기에도 출전하지 못하였고, 1년 뒤 초르노모레츠 오데사로 복귀하였다.
1993년 니키포로프는 러시아 프리미어리그의 스파르타크 모스크바로 이적하였고, 수비수로서 중요한 역할을 수행하여 팀의 3번의 리그 우승에 공헌하였다. 그는 스페인 프리메라리가의 스포르팅 히혼로 이적하여 자신의 첫 해와 리그를 경험하였고, 러시아 당시의 라이벌이었던 드미트리 체리셰프와 한솥밥을 먹게 되었다.
스포르팅 히혼이 프리메라리가에서 강등되자, 니키포로프는 네덜란드 에레디비시의 PSV 에인트호번과 RKC 발베이크에서 5년간 활동하였다. 2003년 일본 J리그의 우라와 레드 다이아몬즈로 이적하였고, 1년 뒤 은퇴를 선언하였다.
니키포로프는 1992년 독립국가연합 축구 국가대표팀에서 4경기를 뛰었으며, 1월 25일 마이애미에서 미국과의 경기에서 데뷔하였다. 그는 UEFA 유로 1992 예선에서 활약하였으나, 대회 본선 선수 명단에는 포함되지 않았다.
그는 1992년 우크라이나 축구 국가대표팀에서 잠시 동안 활동하였고, 곧 러시아 축구 국가대표팀으로 옮겨 활동하였다. 그는 두 번의 FIFA 월드컵 (1994년과 2002년)에 참가하였고, UEFA 유로 1996에서도 활약하였다.

## 수상
초르노모레츠 오데사
- 1992년 우크라이나 컵 우승

 스파르타크 모스크바
- 러시아 프리미어리그 : 1993, 1994, 1996
- 러시아 컵 : 1993-94

 소련
- 1987년 FIFA U-16 월드컵 우승
- 1988년 UEFA U-19 축구 선수권 대회 우승

 러시아
- 레전드 컵 : 2009, 2010

개인
- 2002년 FIFA 월드컵 러시아 vs 튀니지 조별리그 맨 오브 더 매치